# Élections présidentielles sous la Cinquième République dans l'Aude
Depuis l'adoption de la Constitution de la Cinquième République française en 1958, dix élections présidentielles ont eu lieu afin d'élire le président de la République. Cette page présente les résultats de ces élections dans l'Aude.

## Synthèse des résultats du second tour
Jusqu'en 2012, l'Aude vote traditionnellement plus à gauche que la France. C'est en particulier le cas pour 5 élections (1965, 1969, 1974, 1995 et 2007) où le candidat de gauche est arrivé en tête au second tour alors que c'est un candidat de droite qui a été élu. En 2022, Marine Le Pen arrive en tête dans le département avec 54,90% alors qu'Emmanuel Macron est élu niveau national.
| année | Répartition des exprimés | Répartition des exprimés | Participation (% des inscrits) | Blancs ou nuls (% des votants) |

| 2022 | Emmanuel Macron (46,10 %) (France : 58,55 %) | Marine Le Pen (54,90 %) (France : 41,45 %) | 75,49 % (France : 71,99 %) | 7,80 % (France : 6,23 %) |

| 2017 | Emmanuel Macron (55,33 %) (France : 66,10 %) | Marine Le Pen (44,67 %) (France : 33,90 %) | 77,32 % (France : 77,77 %) | 2,12 % (France : 2,47 %) |

| 2012 | François Hollande (56,25 %) (France : 51,64 %) | Nicolas Sarkozy (43,75 %) (France : 48,36 %) | 83,49 % (France : 80,35 %) | 1,95 % (France : 5,82 %) |

| 2007 | Nicolas Sarkozy (48,08 %) (France : 53,06 %) | Ségolène Royal (51,92 %) (France : 46,94 %) | 86,45 % (France : 83,97 %) | 1,39 % (France : 4,20 %) |

| 2002 | Jacques Chirac (77,93 %) (France : 82,21 %) | J.-M. Le Pen (22,07 %) (France : 17,79 %) | 75,99 % (France : 79,71 %) | 3,64 % (France : 3,38 %) |

| 1995 | Jacques Chirac (44,37 %) (France : 52,64 %) | Lionel Jospin (55,63 %) (France : 47,36 %) | 82,75 % (France : 78,38 %) | 2,78 % (France : 2,81 %) |

| 1988 | François Mitterrand (61,23 %) (France : 54,02 %) | Jacques Chirac (38,77 %) (France : 45,98 % %) | 84,75 % (France : 81,35 %) | 2,04 % (France : 2,00 %) |

| 1981 | François Mitterrand (63,67 %) (France : 51,76 %) | Valéry Giscard d'Estaing (36,33 %) (France : 48,24 %) | 83,49 % (France : 81,09 %) | 1,71 % (France : 1,62 %) |

| 1974 | Valéry Giscard d'Estaing (38,07 %) (France : 50,81 %) | François Mitterrand (61,93 %) (France : 49,19 %) | 86,18 % (France : 84,23 %) | 1,26 % (France : 0,92 %) |

| 1969 | Georges Pompidou (48,8 %) (France : 58,21 %) | Alain Poher (51,2 %) (France : 41,79 %) | 80,15 % (France : 77,59 %) | 1,59 % (France : 1,29 %) |

| 1965 | Charles de Gaulle (35,1 %) (France : 55,20 %) | François Mitterrand (64,9 %) (France : 44,80 %) | 85,69 % (France : 84,75 %) | 1,41 % (France : 1,01 %) |

|  | ▲ |

## Résultats détaillés par scrutin

### 2022
Arrivé en tête du premier tour, le président sortant Emmanuel Macron (27,85 %) affronte Marine Le Pen (23,15 %), un duel identique à celui du scrutin de 2017. C'est la deuxième fois qu'un second tour opposant les mêmes candidats à deux scrutins présidentiels consécutifs a lieu après ceux où se sont affrontés Valéry Giscard d'Estaing et François Mitterrand en 1974 et 1981.
En troisième position avec 21,95 % des voix, Jean-Luc Mélenchon réalise le score le plus élevé de ses trois candidatures et arrive largement en tête de la gauche, mais échoue à accéder au second tour, avec environ 400 000 voix de moins que Marine Le Pen.
Une nouvelle fois, les partis politiques traditionnels sont absents du second tour, dans des proportions encore plus importantes que lors de la précédente élection. Le Parti socialiste et Les Républicains, représentés respectivement par Anne Hidalgo et Valérie Pécresse, s'effondrent avec des scores historiquement faibles et n'atteignent pas le seuil des 5 %, condition permettant d'être remboursé des frais de campagne.
Le second tour voit Emmanuel Macron l'emporter par 58,55 % des suffrages exprimés, permettant ainsi au président sortant d'entamer un second mandat. Le septennat ayant été aboli en 2000, il devient ainsi le premier président de la République française à être réélu pour un deuxième quinquennat, le deuxième président de la Cinquième République réélu hors période de cohabitation et le quatrième président de la Cinquième République réélu.
Dans l'Aude, Marine Le Pen arrive en tête du premier tour avec 28,26 % des exprimés, suivie de  Emmanuel Macron (20,29 %), Jean-Luc Mélenchon (19,79 %) et Éric Zemmour (8,66%). Au second tour, les électeurs ont voté à 54,90% pour Marine Le Pen contre 45,10 % pour Emmanuel Macron avec un taux de participation de 75,49 % des inscrits.
| Candidats                | Candidats                | Partis                   | Premier tour | Premier tour | Second tour | Second tour |
| Candidats                | Candidats                | Partis                   | Voix         | %            | Voix        | %           |
| ------------------------ | ------------------------ | ------------------------ | ------------ | ------------ | ----------- | ----------- |
|                          | Marine Le Pen            | RN                       | 64 027       | 30,14        | 104 038     | 54,90       |
|                          | Emmanuel Macron          | LREM                     | 43 104       | 20,29        | 85 465      | 45,10       |
|                          | Jean-Luc Mélenchon       | LFI                      | 42 039       | 19,79        |             |             |
|                          | Éric Zemmour             | REC                      | 18 434       | 8,68         |             |             |
|                          | Jean Lassalle            | RES                      | 12 382       | 5,83         |             |             |
|                          | Valérie Pécresse         | LR                       | 7 350        | 3,46         |             |             |
|                          | Yannick Jadot            | EELV                     | 6 322        | 2,98         |             |             |
|                          | Anne Hidalgo             | PS                       | 6 166        | 2,90         |             |             |
|                          | Fabien Roussel           | PCF                      | 5 622        | 2,65         |             |             |
|                          | Nicolas Dupont-Aignan    | DLF                      | 4 206        | 1,98         |             |             |
|                          | Philippe Poutou          | NPA                      | 1 748        | 0,82         |             |             |
|                          | Nathalie Arthaud         | LO                       | 1 026        | 0,48         |             |             |
|                          |                          |                          |              |              |             |             |
| Votes valides            | Votes valides            | Votes valides            | 212 426      | 97,91        | 189 503     | 89,66       |
| Votes blancs             | Votes blancs             | Votes blancs             | 2 962        | 1,37         | 15 224      | 7,20        |
| Votes nuls               | Votes nuls               | Votes nuls               | 1 567        | 0,72         | 6 622       | 3,13        |
| Total                    | Total                    | Total                    | 216 955      | 100          | 211 349     | 100         |
| Abstention               | Abstention               | Abstention               | 62 972       | 22,50        | 68 610      | 24,51       |
| Inscrits / participation | Inscrits / participation | Inscrits / participation | 279 927      | 77,50        | 279 959     | 75,49       |

### 2017
Le premier tour de l'élection présidentielle de 2017 voit s'affronter onze candidats. Emmanuel Macron arrive en tête devant Marine Le Pen et tous deux se qualifient pour le second tour. Néanmoins, avec François Fillon et Jean-Luc Mélenchon, les scores des quatre candidats ayant recueilli le plus de voix sont serrés (4,43 points entre le 1er et le 4e). Pour la première fois, aucun des candidats des deux partis politiques pourvoyeurs jusque-là des présidents de la Ve République, n'est présent au second tour. Celui-ci se tient le dimanche 7 mai et se solde par la victoire d'Emmanuel Macron, avec un total de 20 753 798 bulletins de vote en sa faveur, soit 66,10 % des suffrages exprimés, face à la candidate du Front national, qui recueille 33,90 %. Le scrutin est néanmoins marqué par une forte abstention et par un record de votes blancs ou nuls. 
Dans l'Aude, Marine Le Pen arrive en tête du premier tour avec 28,26 % des exprimés, suivie de Jean-Luc Mélenchon (21,52 %), Emmanuel Macron (20,07 %), François Fillon (15,06 %) et Benoît Hamon (6,35 %). Au second tour, les électeurs ont voté à 55,33 % pour Emmanuel Macron contre 44,67 % pour Marine Le Pen avec un taux de participation de 77,32 % des inscrits.
|             | FN          | Marine Le Pen         | 60 585  | 28,26 %    | 81 452  | 44,67 %    |  |  |
|             | LFi         | Jean-Luc Mélenchon    | 46 126  | 21,52 %    |         |            |  |  |
|             | EM          | Emmanuel Macron       | 43 015  | 20,07 %    | 100 901 | 55,33 %    |  |  |
|             | LR          | François Fillon       | 32 281  | 15,06 %    |         |            |  |  |
|             | PS          | Benoît Hamon          | 13 614  | 6,35 %     |         |            |  |  |
|             | DlF         | Nicolas Dupont-Aignan | 8 265   | 3,86 %     |         |            |  |  |
|             | RES         | Jean Lassalle         | 4 642   | 2,17 %     |         |            |  |  |
|             | NPA         | Philippe Poutou       | 2 507   | 1,17 %     |         |            |  |  |
|             | UPR         | François Asselineau   | 1 783   | 0,83 %     |         |            |  |  |
|             | LO          | Nathalie Arthaud      | 1 195   | 0,56 %     |         |            |  |  |
|             | SeP         | Jacques Cheminade     | 348     | 0,16 %     |         |            |  |  |
|             |             |                       |         |            |         |            |  |  |
|             |             |                       | Nombre  | % inscrits | Nombre  | % inscrits |  |  |
| Inscrits    | Inscrits    | Inscrits              | 272 695 |            | 272 643 |            |  |  |
| Abstentions | Abstentions | Abstentions           | 52 553  | 19,27 %    | 61 830  | 22,68 %    |  |  |
| Votants     | Votants     | Votants               | 220 142 | 80,73 %    | 210 813 | 77,32 %    |  |  |
|             |             |                       |         |            |         |            |  |  |
|             |             |                       |         | % votants  |         | % votants  |  |  |
| Blancs      | Blancs      | Blancs                | 3 867   | 1,42 %     | 20 177  | 7,4 %      |  |  |
| Nuls        | Nuls        | Nuls                  | 1 914   | 0,7 %      | 8 283   | 3,04 %     |  |  |
| Exprimés    | Exprimés    | Exprimés              | 214 361 | 78,61 %    | 182 353 | 66,88 %    |  |  |

### 2012
Hollande, désigné par le PS à la suite d'une primaire ouverte, devance Sarkozy dès le premier tour de l'élection présidentielle de 2012 : c'est la première fois qu'un président sortant est ainsi devancé. Au second tour, Sarkozy est battu mais par un écart plus faible qu'attendu.
Dans l'Aude, François Hollande arrive en tête du premier tour avec 30,41 % des exprimés, suivi de Marine Le Pen (23,22 %), Nicolas Dupont-Aignan (21,63 %), Jean-Luc Mélenchon (13,15 %) et François Bayrou (6,04 %). Au second tour, les électeurs ont voté à 56,25 % pour François Hollande contre 43,75 % pour Nicolas Sarkozy avec un taux de participation de 83,6 % des inscrits.
|                | PS             | François Hollande     | 65 783  | 30,41 %    | 115 400 | 56,25 %    |  |  |
|                | FN             | Marine Le Pen         | 50 234  | 23,22 %    |         |            |  |  |
|                | UMP            | Nicolas Sarkozy       | 46 801  | 21,63 %    | 89 751  | 43,75 %    |  |  |
|                | FG             | Jean-Luc Mélenchon    | 28 456  | 13,15 %    |         |            |  |  |
|                | MoDem          | François Bayrou       | 13 076  | 6,04 %     |         |            |  |  |
|                | EELV           | Eva Joly              | 4 516   | 2,09 %     |         |            |  |  |
|                | DLF            | Nicolas Dupont-Aignan | 3 184   | 1,47 %     |         |            |  |  |
|                | NPA            | Philippe Poutou       | 2 724   | 1,26 %     |         |            |  |  |
|                | LO             | Nathalie Arthaud      | 1 116   | 0,52 %     |         |            |  |  |
|                | S&P            | Jacques Cheminade     | 458     | 0,21 %     |         |            |  |  |
|                |                |                       |         |            |         |            |  |  |
|                |                |                       | Nombre  | % inscrits | Nombre  | % inscrits |  |  |
| Inscrits       | Inscrits       | Inscrits              | 264 288 |            | 263 998 |            |  |  |
| Abstentions    | Abstentions    | Abstentions           | 43 641  | 16,51 %    | 43 300  | 16,4 %     |  |  |
| Votants        | Votants        | Votants               | 220 647 | 83,49 %    | 220 698 | 83,6 %     |  |  |
|                |                |                       |         |            |         |            |  |  |
|                |                |                       |         | % votants  |         | % votants  |  |  |
| Blancs ou nuls | Blancs ou nuls | Blancs ou nuls        | 4 299   | 1,95 %     | 15 547  | 7,04 %     |  |  |
| Exprimés       | Exprimés       | Exprimés              | 216 348 | 98,05 %    | 205 151 | 98,05 %    |  |  |

### 2007
Au premier tour de l'élection présidentielle de 2007, Sarkozy réussit à capter une partie des voix de Le Pen et arrive largement en tête. Royal est la première femme qualifiée pour le second tour d'une élection présidentielle. Elle est battue avec une avance de 6 points.
Dans l'Aude, Ségolène Royal arrive en tête du premier tour avec 30,7 % des exprimés, suivie de Nicolas Sarkozy (26,29 %), François Bayrou (13,87 %), Jean-Marie Le Pen (13,2 %) et Olivier Besancenot (4,11 %). Au second tour, les électeurs ont voté à 48,08 % pour Nicolas Sarkozy contre 51,92 % pour Ségolène Royal avec un taux de participation de 86,57 % des inscrits.
|                | PS             | Ségolène Royal       | 66 590  | 30,7 %     | 109 195 | 51,92 %    |  |  |
|                | UMP            | Nicolas Sarkozy      | 57 024  | 26,29 %    | 101 128 | 48,08 %    |  |  |
|                | UDF            | François Bayrou      | 30 086  | 13,87 %    |         |            |  |  |
|                | FN             | Jean-Marie Le Pen    | 28 635  | 13,2 %     |         |            |  |  |
|                | LCR            | Olivier Besancenot   | 8 905   | 4,11 %     |         |            |  |  |
|                | GPA            | Marie-George Buffet  | 6 077   | 2,8 %      |         |            |  |  |
|                | CNRSP          | Gérard Schivardi     | 4 376   | 2,02 %     |         |            |  |  |
|                | MPF            | Philippe de Villiers | 3 891   | 1,79 %     |         |            |  |  |
|                | SE             | José Bové            | 3 628   | 1,67 %     |         |            |  |  |
|                | CPNT           | Frédéric Nihous      | 2 833   | 1,31 %     |         |            |  |  |
|                | Les Verts      | Dominique Voynet     | 2 577   | 1,19 %     |         |            |  |  |
|                | LO             | Arlette Laguiller    | 2 260   | 1,04 %     |         |            |  |  |
|                |                |                      |         |            |         |            |  |  |
|                |                |                      | Nombre  | % inscrits | Nombre  | % inscrits |  |  |
| Inscrits       | Inscrits       | Inscrits             | 254 404 |            | 254 384 |            |  |  |
| Abstentions    | Abstentions    | Abstentions          | 34 465  | 13,55 %    | 34 156  | 13,43 %    |  |  |
| Votants        | Votants        | Votants              | 219 939 | 86,45 %    | 220 228 | 86,57 %    |  |  |
|                |                |                      |         |            |         |            |  |  |
|                |                |                      |         | % votants  |         | % votants  |  |  |
| Blancs ou nuls | Blancs ou nuls | Blancs ou nuls       | 3 057   | 1,39 %     | 9 905   | 4,5 %      |  |  |
| Exprimés       | Exprimés       | Exprimés             | 216 882 | 98,61 %    | 210 323 | 95,5 %     |  |  |

### 2002
Après cinq années de cohabitation, un duel est attendu entre Chirac et le Premier ministre Jospin lors de l'élection présidentielle de 2002, mais, à la surprise générale, ce dernier est devancé par Le Pen au premier tour. Au second tour, Chirac bénéficie du ralliement de la gauche et reçoit un score sans précédent. Il s'agit de la première élection pour un mandat de cinq ans et non plus sept.
Dans l'Aude, Lionel  Jospin arrive en tête du premier tour avec 21,35 % des exprimés, suivi de Jean-Marie  Le Pen (19,81 %), Jacques  Chirac (15 %), Jean  Saint-Josse (6,95 %) et Arlette Laguiller (5,39 %). Au second tour, les électeurs ont voté à 77,93 % pour Jacques  Chirac contre 22,07 % pour Jean-Marie  Le Pen avec un taux de participation de 82,19 % des inscrits.
|                | PS             | Lionel Jospin           | 37 020  | 21,35 %    |         |            |  |  |
|                | FN             | Jean-Marie Le Pen       | 34 357  | 19,81 %    | 39 568  | 22,07 %    |  |  |
|                | RPR            | Jacques Chirac          | 26 021  | 15 %       | 139 729 | 77,93 %    |  |  |
|                | CPNT           | Jean Saint-Josse        | 12 050  | 6,95 %     |         |            |  |  |
|                | LO             | Arlette Laguiller       | 9 344   | 5,39 %     |         |            |  |  |
|                | MC             | Jean-Pierre Chevènement | 8 707   | 5,02 %     |         |            |  |  |
|                | PC             | Robert Hue              | 8 365   | 4,82 %     |         |            |  |  |
|                | LCR            | Olivier Besancenot      | 7 701   | 4,44 %     |         |            |  |  |
|                | UDF            | François Bayrou         | 7 521   | 4,34 %     |         |            |  |  |
|                | Les Verts      | Noël Mamère             | 6 999   | 4,04 %     |         |            |  |  |
|                | MNR            | Bruno Mégret            | 4 315   | 2,49 %     |         |            |  |  |
|                | DL             | Alain Madelin           | 4 151   | 2,39 %     |         |            |  |  |
|                | PRG            | Christiane Taubira      | 2 619   | 1,51 %     |         |            |  |  |
|                | Cap21          | Corinne Lepage          | 2 113   | 1,22 %     |         |            |  |  |
|                | FRS            | Christine Boutin        | 1 405   | 0,81 %     |         |            |  |  |
|                | PT             | Daniel Gluckstein       | 745     | 0,43 %     |         |            |  |  |
|                |                |                         |         |            |         |            |  |  |
|                |                |                         | Nombre  | % inscrits | Nombre  | % inscrits |  |  |
| Inscrits       | Inscrits       | Inscrits                | 236 852 |            | 236 873 |            |  |  |
| Abstentions    | Abstentions    | Abstentions             | 56 867  | 24,01 %    | 42 180  | 17,81 %    |  |  |
| Votants        | Votants        | Votants                 | 179 985 | 75,99 %    | 194 693 | 82,19 %    |  |  |
|                |                |                         |         |            |         |            |  |  |
|                |                |                         |         | % votants  |         | % votants  |  |  |
| Blancs ou nuls | Blancs ou nuls | Blancs ou nuls          | 6 552   | 3,64 %     | 15 396  | 7,91 %     |  |  |
| Exprimés       | Exprimés       | Exprimés                | 173 433 | 96,36 %    | 179 297 | 92,09 %    |  |  |

### 1995
Après une nouvelle cohabitation et alors que la droite est particulièrement divisée entre Chirac et le Premier ministre Balladur, Jospin réussit à arriver en tête au premier tour de l'élection présidentielle de 1995, malgré la très lourde défaite de la gauche aux législatives de 1993. Au second tour, il est battu par Chirac.
Dans l'Aude, Lionel Jospin arrive en tête du premier tour avec 31,14 % des exprimés, suivi de Jacques Chirac (18,17 %), Édouard Balladur (13,75 %), Jean-Marie Le Pen (13,56 %) et Robert Hue (11,63 %). Au second tour, les électeurs ont voté à 55,63 % pour Lionel Jospin contre 44,37 % pour Jacques Chirac avec un taux de participation de 84,49 % des inscrits.
|                | PS             | Lionel Jospin        | 56 613  | 31,14 %    | 99 411  | 55,63 %    |  |  |
|                | RPR            | Jacques Chirac       | 33 039  | 18,17 %    | 79 299  | 44,37 %    |  |  |
|                | RPR            | Édouard Balladur     | 24 997  | 13,75 %    |         |            |  |  |
|                | FN             | Jean-Marie Le Pen    | 24 643  | 13,56 %    |         |            |  |  |
|                | PC             | Robert Hue           | 21 137  | 11,63 %    |         |            |  |  |
|                | LO             | Arlette Laguiller    | 8 887   | 4,89 %     |         |            |  |  |
|                | MPF            | Philippe de Villiers | 7 107   | 3,91 %     |         |            |  |  |
|                | Les Verts      | Dominique Voynet     | 4 901   | 2,7 %      |         |            |  |  |
|                | S&P            | Jacques Cheminade    | 459     | 0,25 %     |         |            |  |  |
|                |                |                      |         |            |         |            |  |  |
|                |                |                      | Nombre  | % inscrits | Nombre  | % inscrits |  |  |
| Inscrits       | Inscrits       | Inscrits             | 225 975 |            | 225 833 |            |  |  |
| Abstentions    | Abstentions    | Abstentions          | 38 990  | 17,25 %    | 35 033  | 15,51 %    |  |  |
| Votants        | Votants        | Votants              | 186 985 | 82,75 %    | 190 800 | 84,49 %    |  |  |
|                |                |                      |         |            |         |            |  |  |
|                |                |                      |         | % votants  |         | % votants  |  |  |
| Blancs ou nuls | Blancs ou nuls | Blancs ou nuls       | 5 202   | 2,78 %     | 12 090  | 6,34 %     |  |  |
| Exprimés       | Exprimés       | Exprimés             | 181 783 | 97,22 %    | 178 710 | 93,66 %    |  |  |

### 1988
Après deux ans de cohabitation, Mitterrand affronte le Premier ministre Chirac lors de l'élection présidentielle de 1988. Le Pen obtient au premier tour un score jusque-là sans précédent pour un parti d'extrême droite. Au second tour, Mitterrand est facilement réélu.
Dans l'Aude, François Mitterrand arrive en tête du premier tour avec 40,12 % des exprimés, suivi de Jacques Chirac (17,65 %), Jean-Marie Le Pen (13,72 %), Raymond Barre (10,33 %) et André Lajoinie (10,3 %). Au second tour, les électeurs ont voté à 61,23 % pour François Mitterrand contre 38,77 % pour Jacques Chirac avec un taux de participation de 87,78 % des inscrits.
|                | PS                    | François Mitterrand | 72 185  | 40,12 %    | 111 709 | 61,23 %    |  |  |
|                | RPR                   | Jacques Chirac      | 31 753  | 17,65 %    | 70 745  | 38,77 %    |  |  |
|                | FN                    | Jean-Marie Le Pen   | 24 685  | 13,72 %    |         |            |  |  |
|                | SE                    | Raymond Barre       | 18 588  | 10,33 %    |         |            |  |  |
|                | PC                    | André Lajoinie      | 18 533  | 10,3 %     |         |            |  |  |
|                | Les Verts             | Antoine Waechter    | 5 676   | 3,15 %     |         |            |  |  |
|                | Communiste rénovateur | Pierre Juquin       | 4 644   | 2,58 %     |         |            |  |  |
|                | LO                    | Arlette Laguiller   | 3 294   | 1,83 %     |         |            |  |  |
|                | MPT                   | Pierre Boussel      | 565     | 0,31 %     |         |            |  |  |
|                |                       |                     |         |            |         |            |  |  |
|                |                       |                     | Nombre  | % inscrits | Nombre  | % inscrits |  |  |
| Inscrits       | Inscrits              | Inscrits            | 216 722 |            | 216 655 |            |  |  |
| Abstentions    | Abstentions           | Abstentions         | 33 049  | 15,25 %    | 26 466  | 12,22 %    |  |  |
| Votants        | Votants               | Votants             | 183 673 | 84,75 %    | 190 189 | 87,78 %    |  |  |
|                |                       |                     |         |            |         |            |  |  |
|                |                       |                     |         | % votants  |         | % votants  |  |  |
| Blancs ou nuls | Blancs ou nuls        | Blancs ou nuls      | 3 750   | 2,04 %     | 7 735   | 4,07 %     |  |  |
| Exprimés       | Exprimés              | Exprimés            | 179 923 | 97,96 %    | 182 454 | 95,93 %    |  |  |

### 1981
Lors de l'élection présidentielle de 1981, Giscard d'Estaing arrive en tête au premier tour et affronte, comme la fois précédente, Mitterrand. Pour la première fois, un président sortant est battu : Mitterrand devient le premier président de gauche de la Ve République.
Dans l'Aude, François Mitterrand arrive en tête du premier tour avec 34,41 % des exprimés, suivi de Georges Marchais (20,4 %), Valéry Giscard d'Estaing (19,14 %), Jacques Chirac (16,2 %) et Brice Lalonde (3,17 %). Au second tour, les électeurs ont voté à 61,93 % pour François Mitterrand contre 36,33 % pour Valéry Giscard d'Estaing avec un taux de participation de 88,6 % des inscrits.
|                | PS             | François Mitterrand      | 57 881  | 34,41 %    | 111 970 | 63,67 %    |  |  |
|                | PC             | Georges Marchais         | 34 310  | 20,4 %     |         |            |  |  |
|                | UDF            | Valéry Giscard d'Estaing | 32 195  | 19,14 %    | 63 896  | 36,33 %    |  |  |
|                | RPR            | Jacques Chirac           | 27 256  | 16,2 %     |         |            |  |  |
|                | MEP            | Brice Lalonde            | 5 339   | 3,17 %     |         |            |  |  |
|                | LO             | Arlette Laguiller        | 3 482   | 2,07 %     |         |            |  |  |
|                | MRG            | Michel Crépeau           | 3 065   | 1,82 %     |         |            |  |  |
|                | Divers droite  | Michel Debré             | 1 817   | 1,08 %     |         |            |  |  |
|                | Divers droite  | Marie-France Garaud      | 1 516   | 0,9 %      |         |            |  |  |
|                | PSU            | Huguette Bouchardeau     | 1 359   | 0,81 %     |         |            |  |  |
|                |                |                          |         |            |         |            |  |  |
|                |                |                          | Nombre  | % inscrits | Nombre  | % inscrits |  |  |
| Inscrits       | Inscrits       | Inscrits                 | 204 990 |            | 204 914 |            |  |  |
| Abstentions    | Abstentions    | Abstentions              | 33 841  | 16,51 %    | 23 361  | 11,4 %     |  |  |
| Votants        | Votants        | Votants                  | 171 149 | 83,49 %    | 181 553 | 88,6 %     |  |  |
|                |                |                          |         |            |         |            |  |  |
|                |                |                          |         | % votants  |         | % votants  |  |  |
| Blancs ou nuls | Blancs ou nuls | Blancs ou nuls           | 2 929   | 1,71 %     | 5 687   | 3,13 %     |  |  |
| Exprimés       | Exprimés       | Exprimés                 | 168 220 | 98,29 %    | 175 866 | 96,87 %    |  |  |

### 1974
L'élection présidentielle de 1974 est une élection anticipée à la suite de la mort de Pompidou. Mitterrand, candidat unique de la gauche, est largement en tête au premier tour devant Giscard d'Estaing, qui distance lui-même Chaban-Delmas. Au terme d'une campagne animée, marquée par un débat télévisé tendu, Giscard d'Estaing l'emporte avec une très courte avance.
Dans l'Aude, François Mitterrand arrive en tête du premier tour avec 56,27 % des exprimés, suivi de Valéry Giscard d'Estaing (21,06 %), Jacques Chaban-Delmas (15,56 %), Arlette Laguiller (2,3 %) et Jean Royer (1,62 %). Au second tour, les électeurs ont voté à 61,93 % pour François Mitterrand contre 38,07 % pour Valéry Giscard d'Estaing avec un taux de participation de 90,13 % des inscrits.
|                | PS             | François Mitterrand       | 86 453  | 56,27 %    | 99 263  | 61,93 %    |  |  |
|                | RI             | Valéry Giscard d'Estaing' | 32 363  | 21,06 %    | 61 032  | 38,07 %    |  |  |
|                | UDR            | Jacques Chaban-Delmas     | 23 907  | 15,56 %    |         |            |  |  |
|                | LO             | Arlette Laguiller         | 3 526   | 2,3 %      |         |            |  |  |
|                | SE             | Jean Royer                | 2 484   | 1,62 %     |         |            |  |  |
|                | SE, écologiste | René Dumont               | 1 441   | 0,94 %     |         |            |  |  |
|                | FN             | Jean-Marie Le Pen         | 1 313   | 0,85 %     |         |            |  |  |
|                | FCR            | Alain Krivine             | 954     | 0,62 %     |         |            |  |  |
|                | MDSF           | Émile Muller              | 671     | 0,44 %     |         |            |  |  |
|                | NAR            | Bertrand Renouvin         | 270     | 0,18 %     |         |            |  |  |
|                | MFE            | Jean-Claude Sebag         | 184     | 0,12 %     |         |            |  |  |
|                |                |                           |         |            |         |            |  |  |
|                |                |                           | Nombre  | % inscrits | Nombre  | % inscrits |  |  |
| Inscrits       | Inscrits       | Inscrits                  | 180 541 |            | 180 419 |            |  |  |
| Abstentions    | Abstentions    | Abstentions               | 24 942  | 13,82 %    | 17 813  | 9,87 %     |  |  |
| Votants        | Votants        | Votants                   | 155 599 | 86,18 %    | 162 606 | 90,13 %    |  |  |
|                |                |                           |         |            |         |            |  |  |
|                |                |                           |         | % votants  |         | % votants  |  |  |
| Blancs ou nuls | Blancs ou nuls | Blancs ou nuls            | 1 964   | 1,26 %     | 2 311   | 1,42 %     |  |  |
| Exprimés       | Exprimés       | Exprimés                  | 153 635 | 98,74 %    | 160 295 | 98,58 %    |  |  |

### 1969
L'élection présidentielle de 1969 est une élection anticipée à la suite de la démission de De Gaulle. La gauche se lance désunie dans la course et, bien que Duclos (PCF) manque de le devancer, c'est le président par intérim Poher qui accède au second tour face à l'ex-Premier ministre Pompidou. Alors que Duclos refuse d'appeler à voter au second tour pour « bonnet blanc ou blanc bonnet », Pompidou est finalement largement élu.
Dans l'Aude, Georges Pompidou arrive en tête du premier tour avec 36,93 % des exprimés, suivi de Jacques Duclos (25,07 %), Alain Poher (24,07 %), Gaston Defferre (8,56 %) et Michel Rocard (3,35 %). Au second tour, les électeurs ont voté à 51,2 % pour Alain Poher contre 48,8 % pour Georges Pompidou avec un taux de participation de 74,31 % des inscrits.
|                | UDR            | Georges Pompidou | 51 538  | 36,93 %    | 59 064  | 48,8 %     |  |  |
|                | PC             | Jacques Duclos   | 34 988  | 25,07 %    |         |            |  |  |
|                | CD             | Alain Poher      | 33 587  | 24,07 %    | 61 964  | 51,2 %     |  |  |
|                | SFIO           | Gaston Defferre  | 11 948  | 8,56 %     |         |            |  |  |
|                | PSU            | Michel Rocard    | 4 670   | 3,35 %     |         |            |  |  |
|                | LC             | Alain Krivine    | 1 414   | 1,01 %     |         |            |  |  |
|                | SE             | Louis Ducatel    | 1 396   | 1 %        |         |            |  |  |
|                |                |                  |         |            |         |            |  |  |
|                |                |                  | Nombre  | % inscrits | Nombre  | % inscrits |  |  |
| Inscrits       | Inscrits       | Inscrits         | 176 905 |            | 176 806 |            |  |  |
| Abstentions    | Abstentions    | Abstentions      | 35 112  | 19,85 %    | 45 423  | 25,69 %    |  |  |
| Votants        | Votants        | Votants          | 141 793 | 80,15 %    | 131 383 | 74,31 %    |  |  |
|                |                |                  |         |            |         |            |  |  |
|                |                |                  |         | % votants  |         | % votants  |  |  |
| Blancs ou nuls | Blancs ou nuls | Blancs ou nuls   | 2 252   | 1,59 %     | 10 355  | 7,88 %     |  |  |
| Exprimés       | Exprimés       | Exprimés         | 139 541 | 98,41 %    | 121 028 | 92,12 %    |  |  |

### 1965
L'élection présidentielle de 1965 est la première élection au suffrage universel direct à la suite du référendum d'octobre 1962. De Gaulle est mis en ballottage, à la surprise générale, par Mitterrand, candidat unique de la gauche. La campagne du second tour est axée sur l'Europe et les relations internationales ainsi que sur l'armement nucléaire. De Gaulle est finalement réélu avec une large avance.
Dans l'Aude, François Mitterrand arrive en tête du premier tour avec 49,99 % des exprimés, suivi de Charles de Gaulle (30,02 %), Jean Lecanuet (10,8 %), Jean-Louis Tixier-Vignancour (6,82 %) et Pierre Marcilhacy (1,45 %). Au second tour, les électeurs ont voté à 64,9 % pour François Mitterrand contre 35,1 % pour Charles de Gaulle avec un taux de participation de 87,34 % des inscrits.
|                | CIR            | François Mitterrand          | 73 485  | 49,99 %    | 96 225  | 64,9 %     |  |  |
|                | UNR            | Charles de Gaulle            | 44 123  | 30,02 %    | 52 034  | 35,1 %     |  |  |
|                | MRP            | Jean Lecanuet                | 15 874  | 10,8 %     |         |            |  |  |
|                | SE             | Jean-Louis Tixier-Vignancour | 10 028  | 6,82 %     |         |            |  |  |
|                | PLE            | Pierre Marcilhacy            | 2 136   | 1,45 %     |         |            |  |  |
|                | SE             | Marcel Barbu                 | 1 347   | 0,92 %     |         |            |  |  |
|                |                |                              |         |            |         |            |  |  |
|                |                |                              | Nombre  | % inscrits | Nombre  | % inscrits |  |  |
| Inscrits       | Inscrits       | Inscrits                     | 173 977 |            | 173 913 |            |  |  |
| Abstentions    | Abstentions    | Abstentions                  | 24 888  | 14,31 %    | 22 015  | 12,66 %    |  |  |
| Votants        | Votants        | Votants                      | 149 089 | 85,69 %    | 151 898 | 87,34 %    |  |  |
|                |                |                              |         |            |         |            |  |  |
|                |                |                              |         | % votants  |         | % votants  |  |  |
| Blancs ou nuls | Blancs ou nuls | Blancs ou nuls               | 2 096   | 1,41 %     | 3 639   | 2,4 %      |  |  |
| Exprimés       | Exprimés       | Exprimés                     | 146 993 | 98,59 %    | 148 259 | 97,6 %     |  |  |